# Даї Саад Аль-Наємі
Даї Саад Аль-Наємі (араб. ضاحي النوبي, нар. 5 вересня 1978, Катар) — катарський футболіст, що грав на позиції захисника, зокрема за «Аль-Садд» та національну збірну Катару.

## Клубна кар'єра
У дорослому футболі дебютував 1995 року виступами за команду «Аль-Садд», в якій провів десять сезонів, взявши участь у 124 матчах чемпіонату. 
Згодом з 2005 по 2007 рік грав у складі команд «Аль-Вакра» та «Ер-Раян».
Завершив ігрову кар'єру у команді «Умм-Салаль», за яку виступав протягом 2007—2011 років.

## Виступи за збірну
1997 року дебютував в офіційних матчах у складі національної збірної Катару.
У складі збірної був учасником кубка Азії з футболу 2000 року у Лівані.
Загалом протягом кар'єри в національній команді, яка тривала 9 років, провів у її формі 32 матчі, забивши 3 голи.